# Václav Treitz
Vaclava Treitz (također Wenzel Treitz) (9. travnja 1819. – 27. kolovoza 1872.) je bio češki patolog, koji je bio podrijetlom iz Hostomice, u Češkoj.
Studirao medicinu u Pragu, a poslijediplomski studij je završio u Beču. Prakticirao je medicinu Krakovu na Jagielonskom sveučilištu. U Prag se vratio 1855. gdje je postao profesor. Tijekom svoje karijere, Treitz je bio borac za češki nacionalizam. Godine 1872., u dobi od 52 godine, počinio je samoubojstvo, trovanjem cijan kalij.

## Doprinos anatomiji
Treitz je zapamćena po svom opis mišića (lat. musculus suspensorius duodeni), kasnije je dobio ime "Treitzov ligament" (također poznat i kao Treitzov mišić). Ovaj ligament je vezivna struktura koja fiksira duodenojejunalnu fleksuru (dio tankog crijeva gdje dvanaesnik prelazi u jejunum) za ošit. Po njemu je nazvano još nekoliko anatomskih pojmova:
- Treitzov kut - oštri kut duodenojejunalnog spoja
- Treitzova fascija - fascija iza glave gušterače
- Treitzova hernija - duodenojejunalna hernija